# Cabo Drygalski
Das Cabo Drygalski ist ein Kap an der Nordenskjöld-Küste des Grahamlands im Norden der Antarktischen Halbinsel. Es liegt nordwestlich des Kap Worsley am Ufer der Desislava Cove.
Argentinische Wissenschaftler benannten es nach dem deutschen Polarforscher Erich von Drygalski (1865–1949).